# Municipio de Sugar Loaf (condado de Boone)
Sugar Loaf Township es un municipio inactivo del condado de Boone, Arkansas, Estados Unidos. Según el censo de 2020, tiene una población de 2334 habitantes.
Es una subdivisión exclusivamente geográfica, por cuanto el estado de Arkansas no utiliza la herramienta de los townships como Gobiernos municipales.

## Geografía
La subdivisión está ubicada en las coordenadas 36°24′53″N 92°58′4″O / 36.41472, -92.96778 (36.414606, -92.967758). Según la Oficina del Censo de los Estados Unidos, tiene una superficie total de 242.11 km², de la cual 216.46 km² corresponden a tierra firme y 26.75 km² son agua.

## Demografía
Según el censo de 2020, hay 2334 personas residiendo en la zona. La densidad de población es de 10.78 hab./km². El 90.4% de los habitantes son blancos, el 0.1% son afroamericanos, el 1.6% son amerindios, el 0.5% son asiáticos, el 0.1% son isleños del Pacífico, el 0.7% son de otras razas y el 6.6% son de una mezcla de razas. Del total de la población, el 2.6% son hispanos o latinos de cualquier raza.